# 1890 a tudományban
Az 1890. év a tudományban és a technikában.

## Születések
- március 31. – William Lawrence Bragg angol fizikus († 1971)
- szeptember 9.– Kurt Lewin amerikai-német pszichológus, egyike a modern társadalmi-, szervezeti- és alkalmazott pszichológia úttörőinek († 1947)
- december 20. – Jaroslav Heyrovský kémiai Nobel-díjas cseh kémikus († 1959)
- december 21. – Hermann Joseph Muller fizikai Nobel-díjas amerikai genetikus († 1967)

## Halálozások
- április 1. – Alekszandr Fjodorovics Mozsajszkij orosz tengerésztiszt, a repülés egyik úttörője (* 1825)
- május 7. – James Nasmyth skót mérnök, feltaláló, jelentős érdemei vannak a gőzkalapácsok fejlesztésében  (* 1808)
- augusztus 9. – Janka Viktor botanikus, a Magyar Nemzeti Múzeum növénytárának vezetője (* 1837)
- szeptember 11. – Felice Casorati olasz matematikus, főként komplex függvénytani munkásságáról nevezetes (* 1835)
- november 23. – Schenzl Guidó meteorológus, akadémikus, a Magyar Meteorológiai és Földdelejességi Intézet létrehozója és első igazgatója (* 1823)
- december 15.– James Croll skót természettudós (* 1821)
- december 26. – Heinrich Schliemann laikus német régész (* 1822)